# Podarg orellut
El podarg orellut(Batrachostomus auritus) és una espècie d'ocell de la família dels podàrgids (Podargidae) que habita boscos de les terres baixes de Tailàndia peninsular, Malaca, Sumatra i Borneo.